# Douron
Der Douron ist ein Küstenfluss in Frankreich, der in der Region Bretagne verläuft. Er entspringt im Regionalen Naturpark Armorique, im Gemeindegebiet von Scrignac, entwässert generell in nördlicher Richtung und mündet nach rund 28 Kilometern knapp unterhalb des Weilers Le Vieux Châtel, im Gemeindegebiet von Plestin-les-Grèves, in den Ärmelkanal. Die anschließende, etwa fünf Kilometer lange Bucht vom Typ Ria, erreicht bei Locquirec das offene Meer.
Auf seinem Weg durchquert der Douron das Département Finistère und bildet in seinem Unterlauf die Grenze zum benachbarten Département Côtes-d’Armor.

## Orte am Fluss
(in Fließreihenfolge)
- Botsorhel
- Le Ponthou
- Le Vieux Châtel, Gemeinde Plestin-les-Grèves

## Sehenswürdigkeiten
- Das Tal des Flusses ist als Natura 2000-Schutzgebiet unter der Nummer FR5300004 registriert.